# Thrand de Sula
No confundir con el rey noruego Thrand de Trondheim
Thrand (860 - 886), caudillo vikingo y jarl de Sula en Upsala, Suecia. Poco se sabe de su vida, a excepción que tuvo una hija llamada Ingeberg Thrandsdotter que casó con el rey sueco Björn på Håga y por lo tanto ambos son padres del monarca Olof II de Suecia. Thrand fue el bisabuelo del legendario caudillo de los jomsvikings, Styrbjörn el Fuerte.